# Podlesie (Dzierżoniów)
Pour les articles homonymes, voir Podlesie.

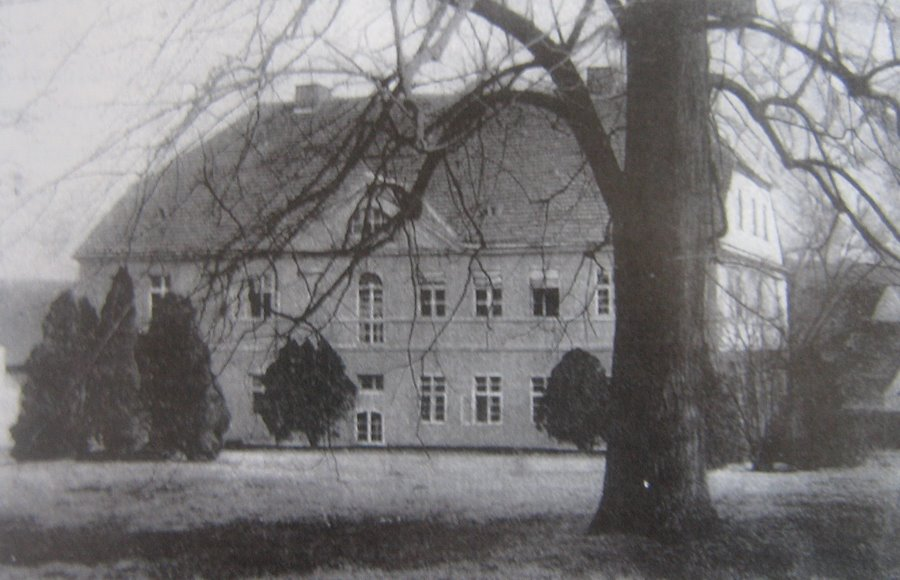
Manoir de Kunsdorf en 1920 à l'époque de la Silésie allemande.

Podlesie (en allemand : Kunsdorf), est un village de Pologne situé en Basse-Silésie, dans le powiat de Dzierżoniów, dans la gmina de Niemcza. De 1975 à 1998, le village était situé dans le powiat de Wałbrzych.

## Histoire
De 1742 à 1945, Kunsdorf fait partie de l'arrondissement de Nimptsch puis à partir de 1932, de l'arrondissement de Reichenbach dans le district de Breslau au sein de la province de Silésie.